# Jorge Alberto Rajado Martín
Jorge Alberto Rajado Martín (Ciempozuelos, 15 de novembre de 1969) és un exfutbolista i entrenador madrileny. Com a jugador ocupava la posició de davanter.

## Trajectòria
Sorgeix del planter del Reial Madrid. Amb el Castilla debuta a la Segona Divisió a la temporada 91/92. Posteriorment ha jugat en equips com l'Atlètic de Madrid (amb qui debuta a primera divisió), Almeria CF o CD Leganés, entre d'altres.